# Stewart Scullion
Stewart McNab Adam Scullion (Bo'ness, 18 aprile 1946) è un ex calciatore scozzese, di ruolo centrocampista.

## Caratteristiche tecniche
Era un'ala.

## Carriera
All'età di 13 anni si trasferisce in Inghilterra, iniziando a giocare a calcio nel 1963 con i semiprofessionisti del Chesham Utd, mentre ancora lavorava come impiegato per la British European Airways, una compagnia aerea inglese. Nel novembre del 1964 diventa professionista, accasandosi ai londinesi del Charlton, club della seconda divisione inglese, dove rimane fino al febbraio del 1966 senza però mai giocare in partite ufficiali con gli Addicks. Successivamente viene coinvolto come contropartita tecnica in uno scambio con Cliff Holton, scendendo in terza divisione al Watford: qui, all'età di 20 anni, fa quindi il suo effettivo esordio tra i professionisti. Scullion si guadagna in breve tempo un posto da titolare con gli Hornets, con i quali nella stagione 1968-1969 vince il campionato di terza divisione, trascorrendo poi le stagioni 1969-1970 e 1970-1971 in seconda divisione, per un totale complessivo di 225 presenze e 30 reti in incontri di campionato con il club, nell'arco di quattro stagioni e mezzo di permanenza.
Al termine della stagione 1970-1971 Scullion viene ceduto per 25000 sterline allo Sheffield Utd, club neopromosso in prima divisione: all'età di 25 lo scozzese esordisce quindi in questa categoria, nella quale durante la stagione 1971-1972 realizza 6 gol in 38 presenze, disputandovi poi altre 14 partite nella stagione successiva, a cui aggiunge ulteriori 4 presenze (con un altro gol segnato) nella prima parte della stagione 1973-1974: nel dicembre del 1973 fa infatti ritorno al Watford, che lo riacquista per 15000 sterline: dopo aver concluso la stagione 1973-1974 con un settimo posto in terza divisione, l'anno seguente il club retrocede in quarta divisione, categoria in cui Scullion gioca quindi nella stagione 1975-1976, per un totale di 87 presenze e 19 reti con il club in questo triennio, interrotto parzialmente nel 1975 da un periodo in prestito ai T.B. Rowdies, con i quali segna 7 gol in 18 presenze nella NASL, venendo anche nominato tra i NASL All-Stars e vince il campionato. Nel 1976 passa poi ai Rowdies a titolo definitivo, ma dopo 10 gol in 24 presenze (ed una seconda nomina tra i NASL All-Stars) torna in Inghilterra per giocare con i semiprofessionisti londinesi del Wimbledon FC. Si ritira infine nel 1979, dopo due periodi trascorsi nella NASL ai Portland Timbers intervallati da una parentesi nei semiprofessionisti inglesi dell'Hayes.
In carriera ha totalizzato complessivamente 369 presenze e 51 reti nei campionati della Football League.
Nel 1976 fu selezionato nel Team America, selezione che raccoglieva i migliori giocatori, sia statunitensi che no, della North American Soccer League per disputare il Torneo del Bicentenario, che chiuse al quarto ed ultimo posto.

## Palmarès

### Club

#### Competizioni nazionali
- Third Division: 1

Watford: 1968-1969
- Campionato NASL: 1

Tampa Bay Rowdies: 1975